# IAI Kfir
IAI Kfir (hebrejsky: כפיר, „lvíče“) je izraelský víceúčelový bojový letoun, určený pro každé počasí, vyráběný společností Israel Aircraft Industries. V podstatě jde o upravený drak letounu Dassault Mirage 5 s izraelským vybavením a v Izraeli vyráběnou verzí amerického motoru General Electric J79. Veřejnosti byl poprvé představen 14. dubna 1975 a v roce 1977 se objevil na aerosalonu v Paříži.

## Vývoj

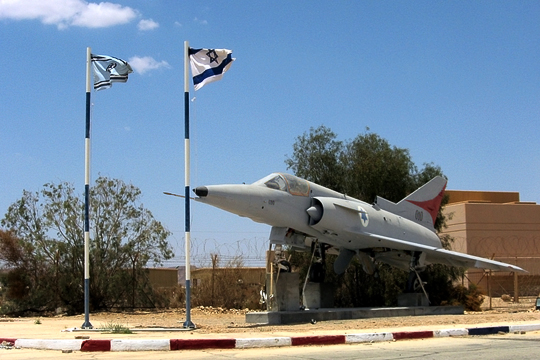
Kfir C.1 („Canard“) vystavený před vstupem na vojenskou část Mezinárodního letiště Ovda.

Typ vznikl dalším vývojem letounu IAI Nešer, izraelské kopie typu Dassault Mirage 5. Od svého předchůdce se odlišoval zejména instalací motoru amerického původu General Electric J79 a nového palubního elektronického vybavení, licenčně vyráběných v Izraeli. To si vyžádalo změnu rozměrů trupu, který byl před a za kokpitem prodloužen aby pojmul nově instalovanou avioniku, a v oblasti motorového prostoru naopak zkrácen a rozšířen aby se přizpůsobil rozměrům nové pohonné jednotky. Zvětšeny byly i vstupy vzduchu do motoru a na hřbet trupu byl přidán dodatečný vstup vzduchu určeného k chlazení turbíny motoru. Dále došlo k zesílení podvozku a přestavbě palivového systému a kokpitu. Vývojové práce byly zahájeny v dubnu 1969, zpočátku úpravou stroje Mirage IIIBJ č. 88, již dříve využitého v průběhu vývoje letounu Nešer, do kterého byl nově zabudován motor J79. Letoun v této nové konfiguraci poprvé vzlétl 4. června 1973.:s.2
Vývoj typu byl koordinován generálem Benny Peledem, tehdejším velitelem Izraelského letectva.

## Služba

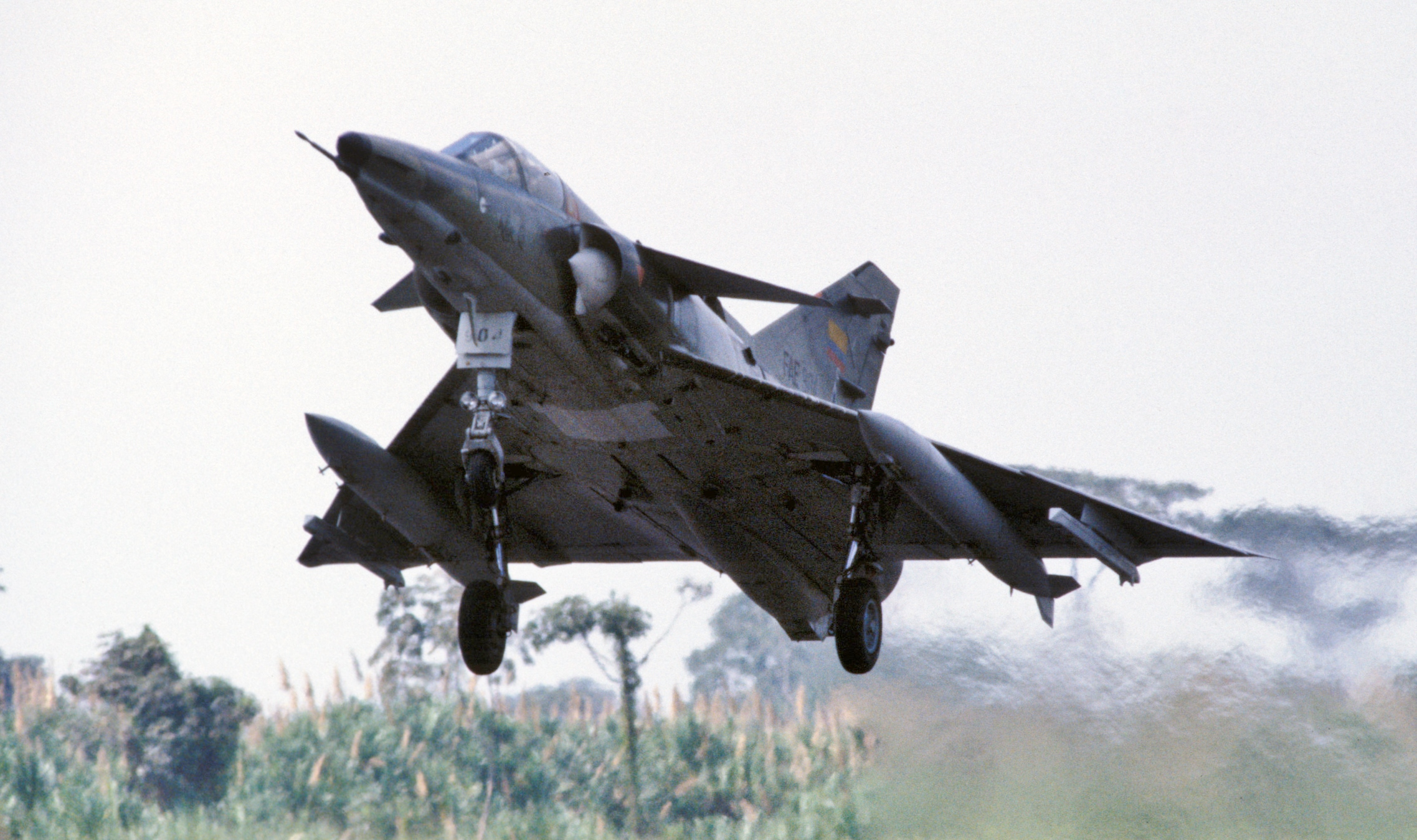
Ekvádorský Kfir C.10 při startu.

Kfir začal přicházet do výzbroje jednotek Izraelského vojenského letectva v roce 1975, počínaje 101. perutí, která převzala první stroje 14. dubna. Později typ obdržely i perutě čísel 109, 113, 144, 149 a 254, u nichž sloužil v roli záchytného stíhače i stíhacího bombardéru, ale z prvé role začal být brzy vytlačován nově zaváděnými americkými stroji F-15A/B Eagle. Bojového nasazení se typ dočkal především v době první libanonské války a podílel se i na hlídkování a ostraze izraelského vzdušného prostoru v době války v Zálivu. Z aktivní služby v Izraeli byl vyřazen v polovině 90. let 20. století.
Mimo služby v zemi původu se menší počty letounů dočkaly vývozu do Spojených států, Ekvádoru, Kolumbie a na Srí Lanku. Možnosti exportu typu byly omezeny závislostí na souhlasu americké vlády s ním, vzhledem k použití licenční pohonné jednotky a některého elektronického vybavení americké konstrukce.

## Varianty

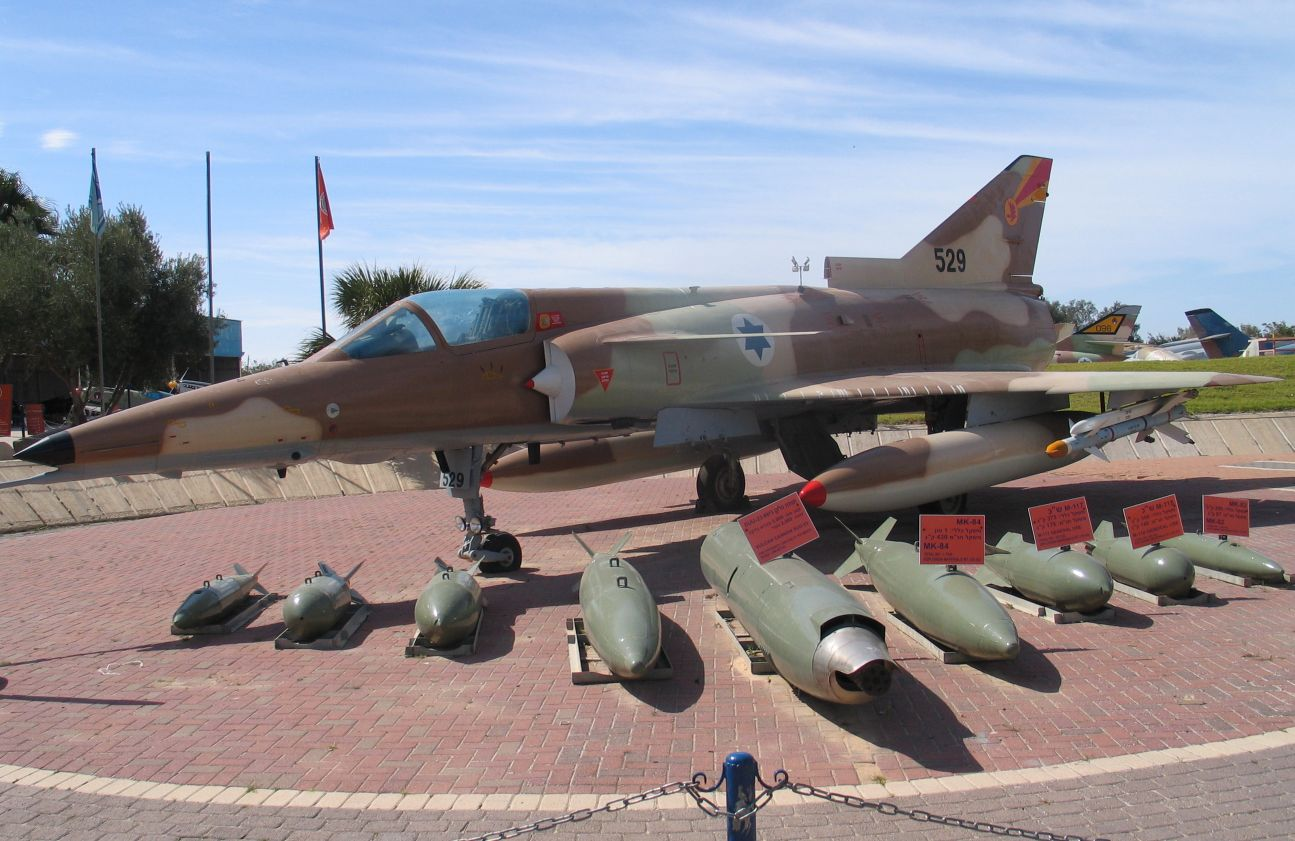
Kfir C.7 spolu s ukázkou podvěsné výzbroje vystavený v Muzeu izraelského vojenského letectva na základně Chacerim.

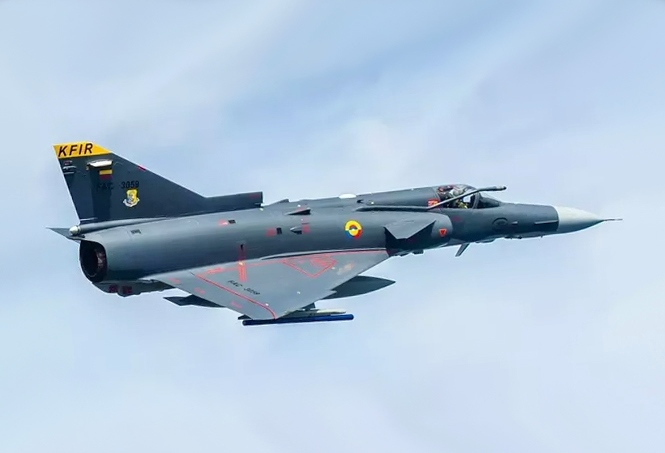
Kfir kolumbijského letectva

Kfir C.1
Původní výrobní provedení. V průběhu výroby došlo k instalaci „kachních ploch“ malého rozpětí na vstupy vzduchy do motoru, tato modifikace pak byla označována jako „Kfir Canard“.:s.2 Dvacet pět letounů tohoto provedení si pronajaly Spojené státy americké, které je pod označením F-21A používaly k nácviku vzdušného boje u výcvikových stíhacích jednotek námořnictva a později námořní pěchoty.
Kfir C.2
Aerodynamicky vylepšené provedení s tzv. „psím zubem“ na náběžné hraně křídel, aerodynamickými lištami na špici trupu a kachními plochami o zvětšeném rozpětí, zavedené v roce 1977 a představující hlavní výrobní variantu. Došlo u něj také k instalaci systému inerciální navigace. Pozdější vyrobené kusy nesly nový radar Elta EL/M-2001B, což vedlo k dalšímu prodloužení přídě o 80 cm. Dva stroje této verze byly po odstranění hlavňové výzbroje modifikovány na fotoprůzkumné.:s.15
Kfir TC.2
Dvoumístná cvičně-bojová varianta, která se dále odlišovala prodlouženou špičkou trupu klesající pod ostřejším úhlem pro zlepšení výhledu.
Kfir C.7
Letoun s výkonnější variantou motoru J79-GEJ1E, možností doplňování paliva za letu, novou avionikou a dvěma dodatečnými závěsníky výzbroje pod trupem, optimalizovaný pro roli stíhacího bombardéru. Verze vznikala začátkem 80. let přestavbou ze strojů varianty C.2.
Kfir TC.7
Dvoumístná cvičná varianta.
Kfir C.9
Nerealizovaná varianta pro Argentinu, poháněná motorem Atar 9K50. Projekt se později stal základem vývoje jihoafrického Atlas Cheetah.
Kfir C.10
Exportní varianta pro letectva Ekvádoru a Kolumbie.
Kfir TC.10
Dvoumístná varianta založená na modernizaci Kfiru TC.7.
Kfir C.12
Stíhací bombardér pro letectvo Kolumbie.

## Uživatelé

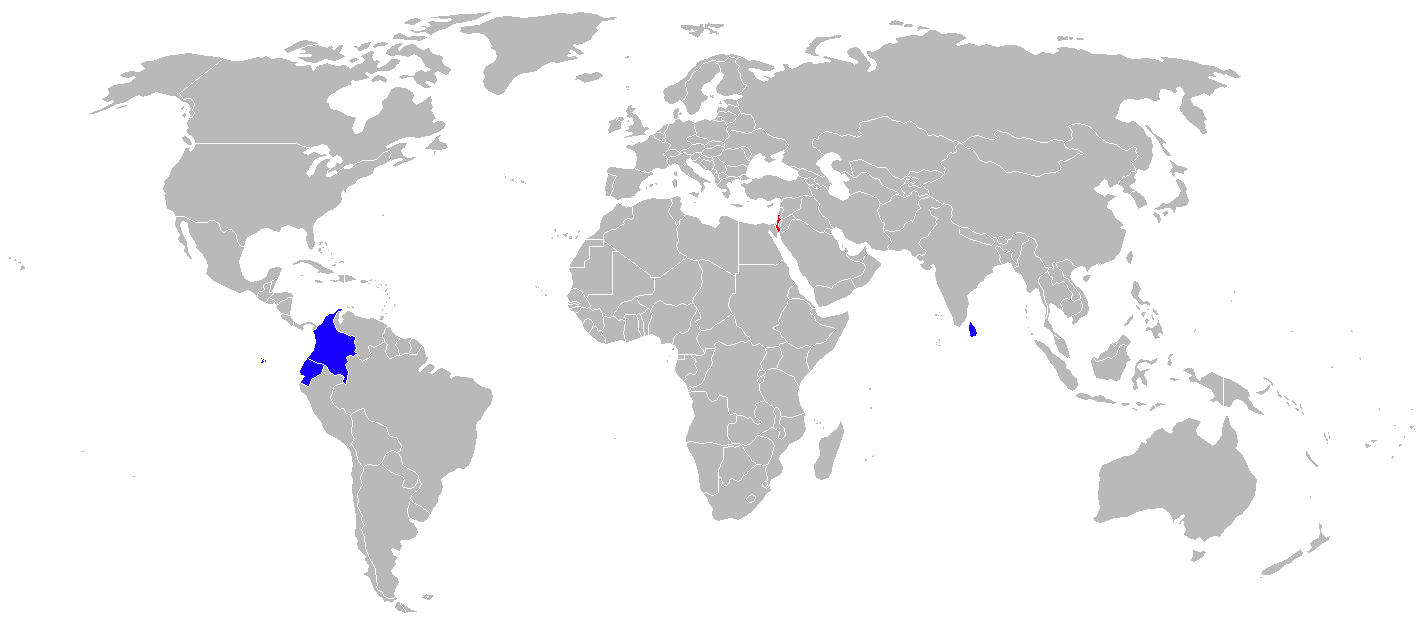
Uživatelé Kfiru k roku 2010.

### Současní
- Ekvádor
  - Ekvádorské letectvo
- Kolumbie
  - Kolumbijské letectvo
- Srí Lanka
  - Srílanské letectvo

### Bývalí
- Izrael
  - Izraelské vojenské letectvo
- Spojené státy americké
  - Námořnictvo Spojených států amerických
  - Námořní pěchota Spojených států amerických (USMC Aviation)

## Specifikace

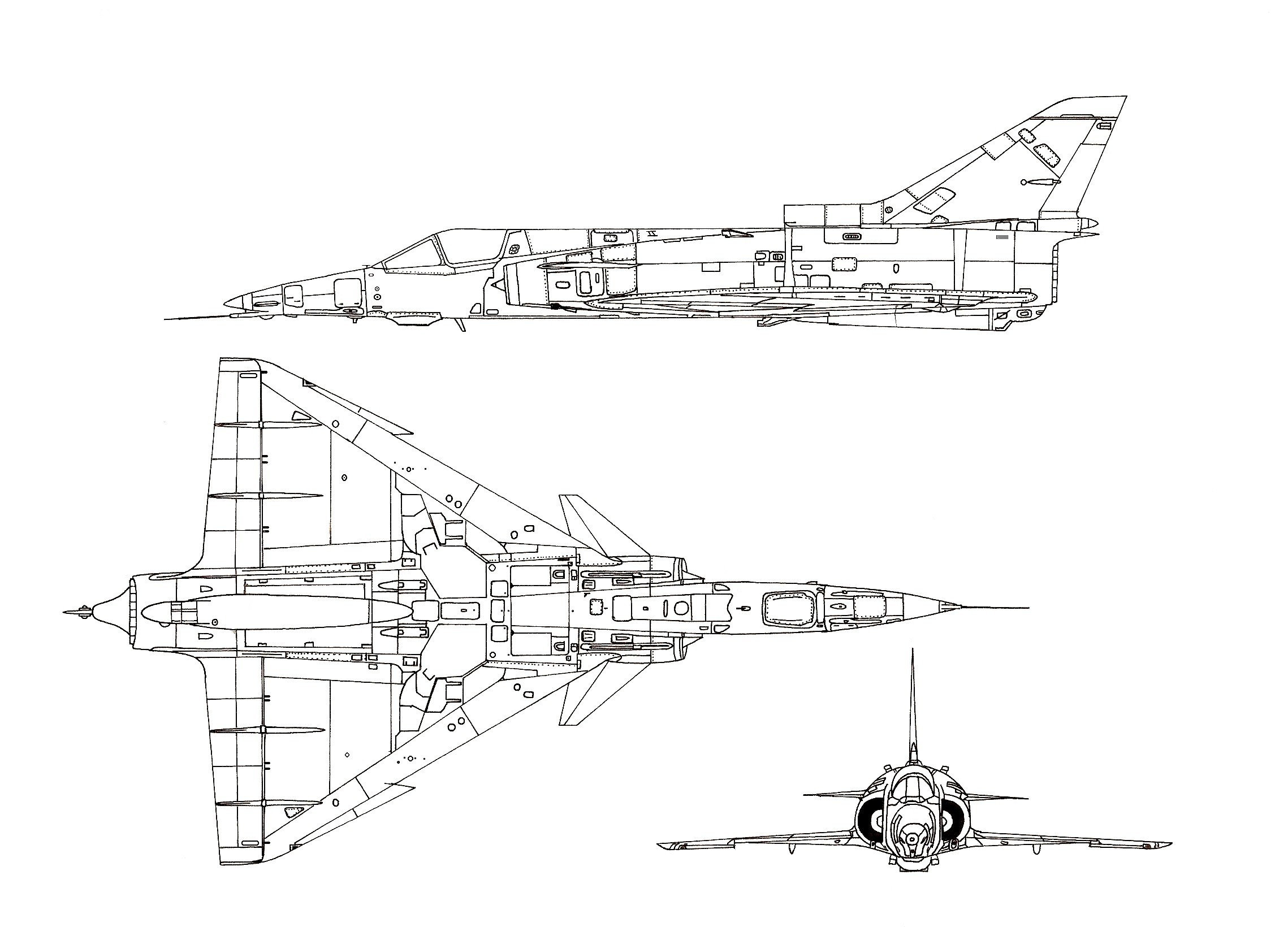
IAI Kfir C-2

Údaje platí pro variantu Kfir C.2

### Technické údaje
- Osádka: 1
- Délka: 15,65 m
- Rozpětí: 8,22 m
- Výška: 4,55 m
- Nosná plocha :
  - Plocha křídla: 34,80 m²
  - Kachní plochy: 1,66 m²
- Hmotnost (prázdný): 7 285 kg
- Hmotnost (naložen): 10 415 kg
- Maximální vzletová hmotnost: 14 670 kg
- Pohonná jednotka: 1 × proudový motor General Electric J79-J1E
  - Suchý tah: 52,89 kN
  - Tah s forsáží: 83,40 kN

### Výkony
- Maximální rychlost: 2 440 km/h ve výši 11 000 m
- Akční rádius: 768 km
- Dostup: 17 700 m
- Stoupavost: 233,3 m/s

### Výzbroj
- Kanony: 2 × 30mm kanon DEFA 553 vyráběný firmou Rafael; se 140 náboji na zbraň
- Max. náklad munice: 4 295 kg na sedmi závěsnících
  - Pumy: Mk-82, GBU-13 a Griffin LGBs, TAL-1 a TAL-2 CBUs, BLU-107 Durandal, HOBOS.
  - Raketomety na neřízené střely
  - Řízené střely: AGM-45 Shrike ARMs; AGM-65 Maverick ASMs; protiletadlové AIM-9 Sidewinder, Shafrir, Python.